# Kostel svatého Michaela archanděla (Pacov)
Kostel svatého archanděla Michaela v Pacově je děkanský římskokatolický kostel postavený v gotickém slohu, pravděpodobně na konci 13. století. Nachází se na severní straně náměstí ve městě Pacov, okres Pelhřimov. Kostel je chráněn jako kulturní památka.

## Historie

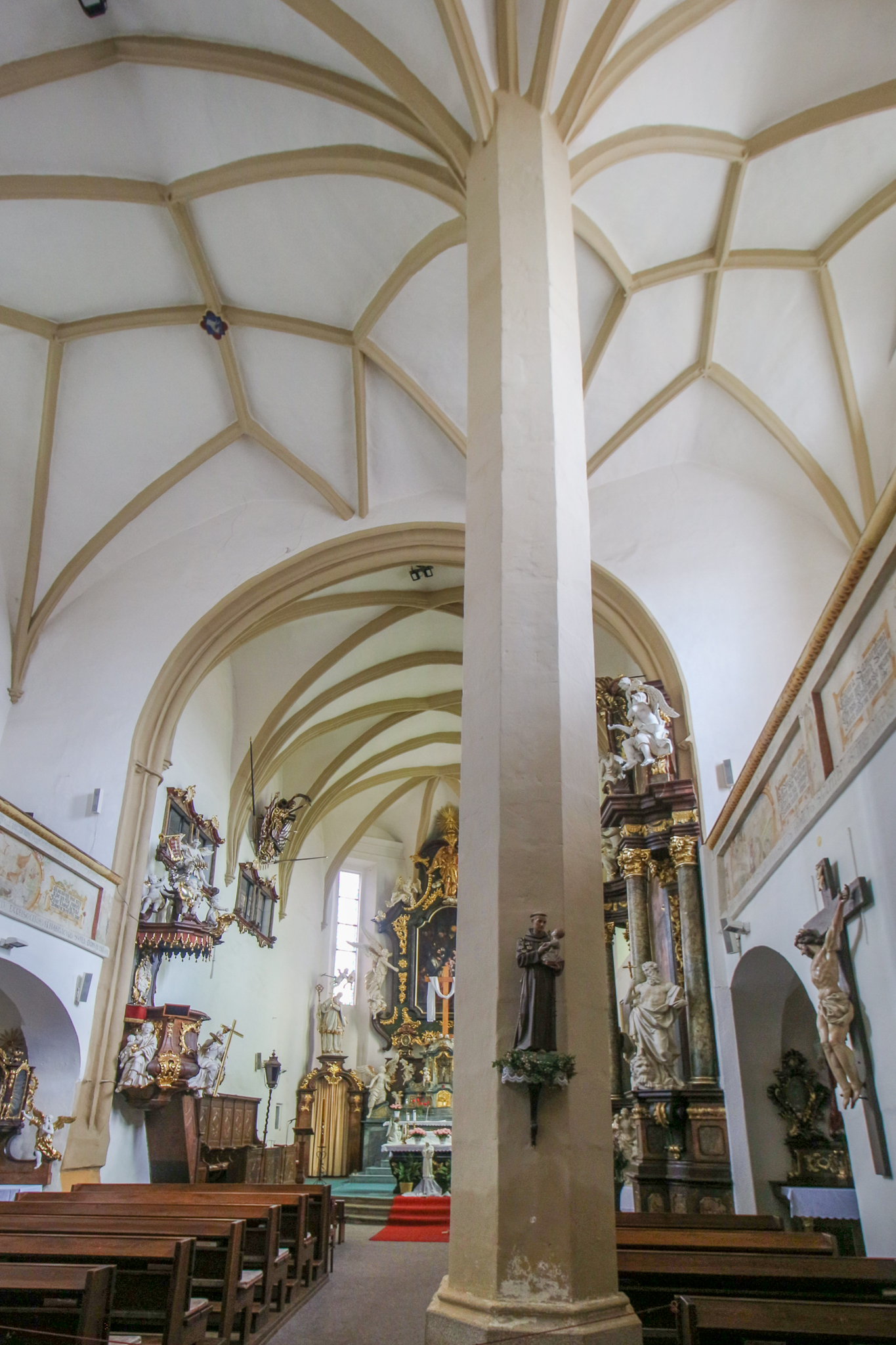
Gotická síťová klenba v interiéru

Kostel byl založen zřejmě koncem 13. století, což dokládá náhrobek Hrona z Pacova, jenž žil tou dobou na hradě, dnešním zámku v Pacově. Později zde pobýval také Oldřich z Pacova a Čéč z Pacova, kteří jsou doloženi k roku 1316.
Od 50. do 80. let 14. století byl přestavěn téměř do dnešní podoby – dochoval se presbytář s klenbou, obvodové zdi lodi i s portály. Z původní stavby byla zachována zřejmě pouze věž a půdorys. Tehdy panství patřilo rodu Malovců z Malovic. Důkazem jsou svorníky klenby ve tvaru erbu právě Malovců.
Koncem 15. století byla loď překlenuta do formy dvojlodí, také původní vysoká okna byla snížena, zbavena kružeb a pravoúhle uzavřena. V polovině 16. století byla do dvoulodí vestavěna trojramenná kruchta a zvenku přistavěno šnekové schodiště na kruchtu. Kolem roku 1700 byla dostavěna k severní straně presbytáře sakristie. V 18. století pak byla přistavena k lodi předsíň. Nicméně v 18. století kostel dvakrát vyhořel. Roku 1727 shořela střecha a věž a roku 1744 vyhořela věž, jež pak byla dostavěna cihlami. Po požáru byl kostel opraven až v 70. letech 19. století. Celý kostel byl stavěn z kamene, zatímco opravy a gotické detaily byly cihlové (žebra v presbytáři, ostění oken atd.)

## Exteriér
Jedná se o volně stojící stavbu v horní části náměstí v Pacově. Kostel je řešen jako dvoulodí s nestejně širokými loděmi. Má pětiboce uzavřený presbytář s obdélníkovou sakristií. Oratoř se nachází v patře po severní straně presbytáře. K severní straně lodi přiléhá k sakristii šnek na tribunu. V západním průčelí a v severní stěně lodi jsou vysoká hrotitá okna s kružbami zřejmě z 15. století. Trojdílné gotické okno s rozetou v severní stěně je tvořené čtyřlistem s plaménky a dvojnosy. V jižní stěně a v presbytáři jsou do lomených oken zasazena vysoká obdélníková renesanční okna. Presbytář je celkem je opřen sedmi pilíři o jednom ústupku, na nichž jsou vytesané v kameni znaky Malovců a reliéfy řemeslníků, pracujících na stavbě.

### Portál
Z jižní strany vede do kostela kamenný, dobře zachovalý, jemně provedený, zdobený gotický portál. Jeho ostění se skládá ze tří žlábků a dvou hruškovitých oblounů. Lomený oblouk začíná konsolou ve tvaru lilie.

### Věž
Na jižní straně stojí věž, která je čtvercového půdorysu a v rozích je opatřena dvěma opěrnými pilíři a je 6 pater vysoká. V přízemí má půlkruhovitá okna. Ve výšce pátého patra jsou opět gotická lomená okna. Celá věž je kryta střechou ve tvaru osmibokého jehlanu.
Na opačné straně byla založena druhá věž, nicméně nebyla dokončena. Na jejím místě stojí schodiště, které je vysoké 4 patra a vede na kůr, půdu i věž.

## Interiér

### Hlavní loď
Uvnitř je loď rozdělena osmibokým pilířem na dvě nestejně široké lodi. Od tohoto pilíře se rozvětvuje hvězdicovitá klenba na dvě travée (tzn. klenební pole). Nad hudebním kůrem se rozprostírá třetí pole, rovněž se síťovou klenbou. Jednotlivá žebra klenby se sbíhají ve svorníku, kterým je opět znak Malovců, a v osmi menších štítech položených na křížení žeber.
Žebra nad kůrem mají jinou profilaci než žebra v lodi. Tam jsou lehce vyžlábkována a sbíhají se ve dvou svornících, které mají tvar čtyřlistých roset. Žebra jsou usazena na konsolách ve tvaru obráceného jehlanu.
Na severní straně je přistavěn literácký kůr a oratoř, na kterou lze vstoupit z hudebního kůru. Literácký kůr je přístavek z konce 17. nebo počátku 18. století. Je nesen dvěma pilíři s pásy a křížovou klenbou. Z hudebního kůru lze vejít do prvního patra věže, kde byly uchovávány zlaté a stříbrné kostelní nádoby. Vede tam gotický vchod, zabezpečený železnými dveřmi. Tato komora je překlenuta lomeně a bez žeber. Právě zde se nachází původní gotická skříň, zdobená pásovým ornamentem a římsou provedenou na způsob cimbuří.
V lodi se nachází trojramenná kruchta na pilířích. Na její poprsnici jsou vyobrazeny malby z 2. poloviny 16. století s výjevy ze Starého i z Nového zákona.
Do sakristie vede vchod s vodorovným nadpražím a pozdně goticky profilovaným ostěním. Samotná sakristie je překlenuta dvěma poli síťové klenby. Vedle vchodu do sakristie se nachází oratoř, jež má plochý strop.
Další vchod s rovným nadpražím vede do kostela severně od věže. Ten je vytesán v kameni a je dobře profilován. Má dva větší a dva menší oblouny se čtyřmi žlábky.

#### Presbytář
Loď je od presbytáře oddělena triumfálním lomeným obloukem, jenž je profilovaný oblounem se dvěma žlábky. Oblouk se blíží téměř polokruhu a má rozpětí 8 metrů. V náběhů má římsu se žlábkem. Pod římsou jsou výžlabky zdobené zvířecími hlavami.
Žebra klenby v presbytáři jsou jemného profilu a bez svorníku. Usazena jsou na jehlancových konsolách zdobenými polygonálními prstenci. Tyto konsoly byly ve 40. letech 19. století po konsolách v lodi napodobeny. Dříve tam byly přípory s hlavicí, které byly kvůli malbě osekány. Nyní konsoly v presbytáři napodobují tvar konsol v hlavní lodi. Konsoly i části žeber jsou z cihel a malty. Pod oltářním obrazem, který téměř přiléhá ke zdi, je možné rozpoznat původní tvar konsol. Ty jsou hruškového tvaru. Do presbytáře jsou vsazena čtyři renesanční okna s rovným nadpražím. Páté, v čele, je zazděno. Nad okny je umístěna bohatě profilovaná nadokenní renesanční římsa. Celý presbytář se zachoval původní z doby založení kostela, tedy z doby vrcholné gotiky, zatímco loď i věž byly přestavovány v 15. století.

#### Oltáře
Hlavní oltář je tabernaklové architektury (tzn. eucharistický svatostánek) s postranními brankami. Pozoruhodná je ale řezba na tabernaklu, jež představuje večeři Páně. Na hlavním oltáři je možné vidět kopii obrazu Klanění sv. Tří králů od Bedřicha Kamaryta, děkana v Deštné.
Postranní oltář, který je zasvěcen sv. Josefu, pochází ze 17. století. Je sloupové architektury s vyloženým kladím a baldachýnem, jenž nesou po stranách andělé. Po stranách stojí sochy sv. Jana a sv. Lukáše. Mezi pilastry je umístěn obraz, jenž představuje smrt sv. Josefa. Před oltářem se nachází gotická cínová křtitelnice, vysoká 121 cm. Kotlík má tvar obráceného zvonu a spočívá na třech nohách, jež mají tvar vousatého muže a ukončené jsou ptačím drápem. Na plášti jsou přiletovány reliéfy sv. apoštolů a Panny Marie.

## Fotogalerie

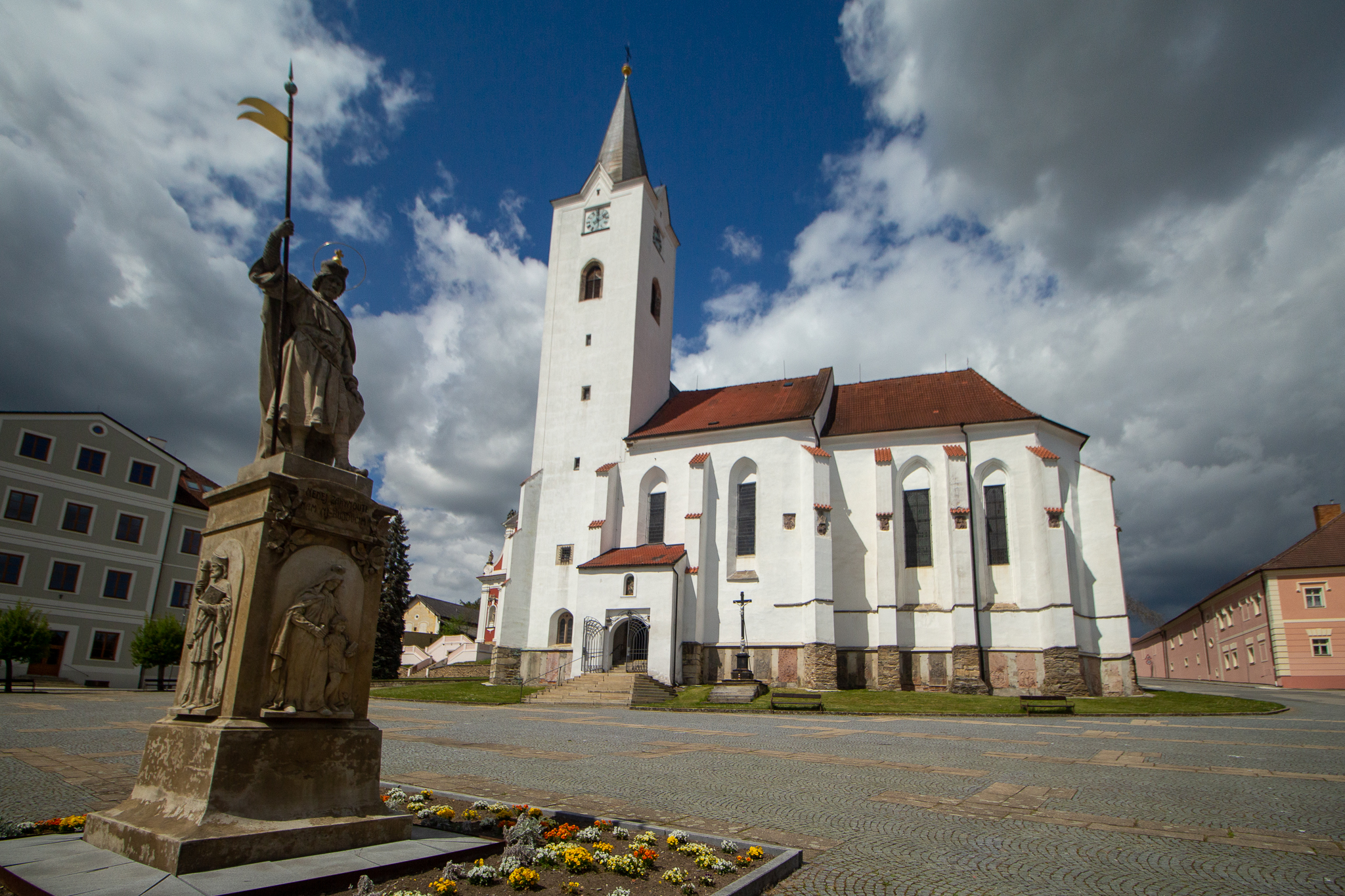
Pacovský kostel sv. archanděla Michaela se sochou sv. Václava
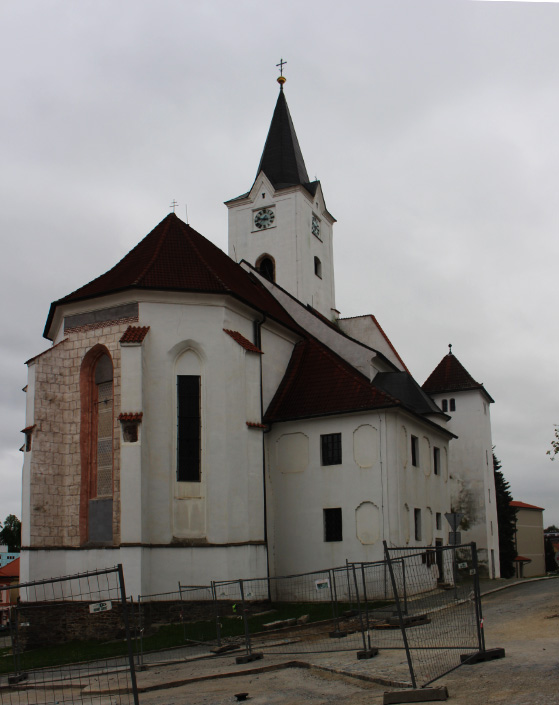
Severovýchodní pohled
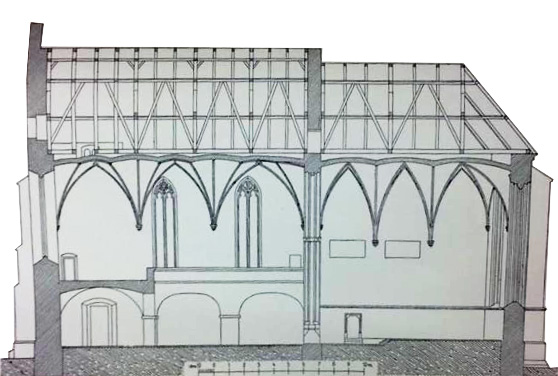
Podélný řez
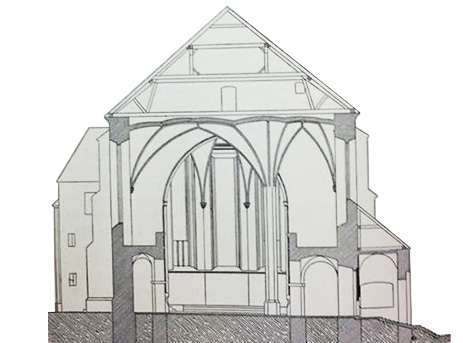
Příčný řez
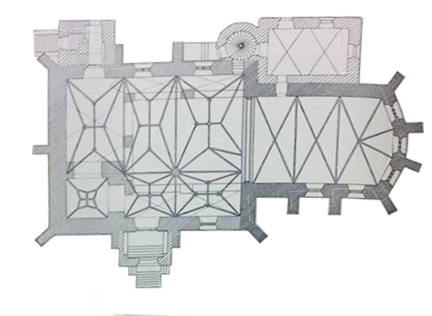
Půdorys
Trojramenná kruchta
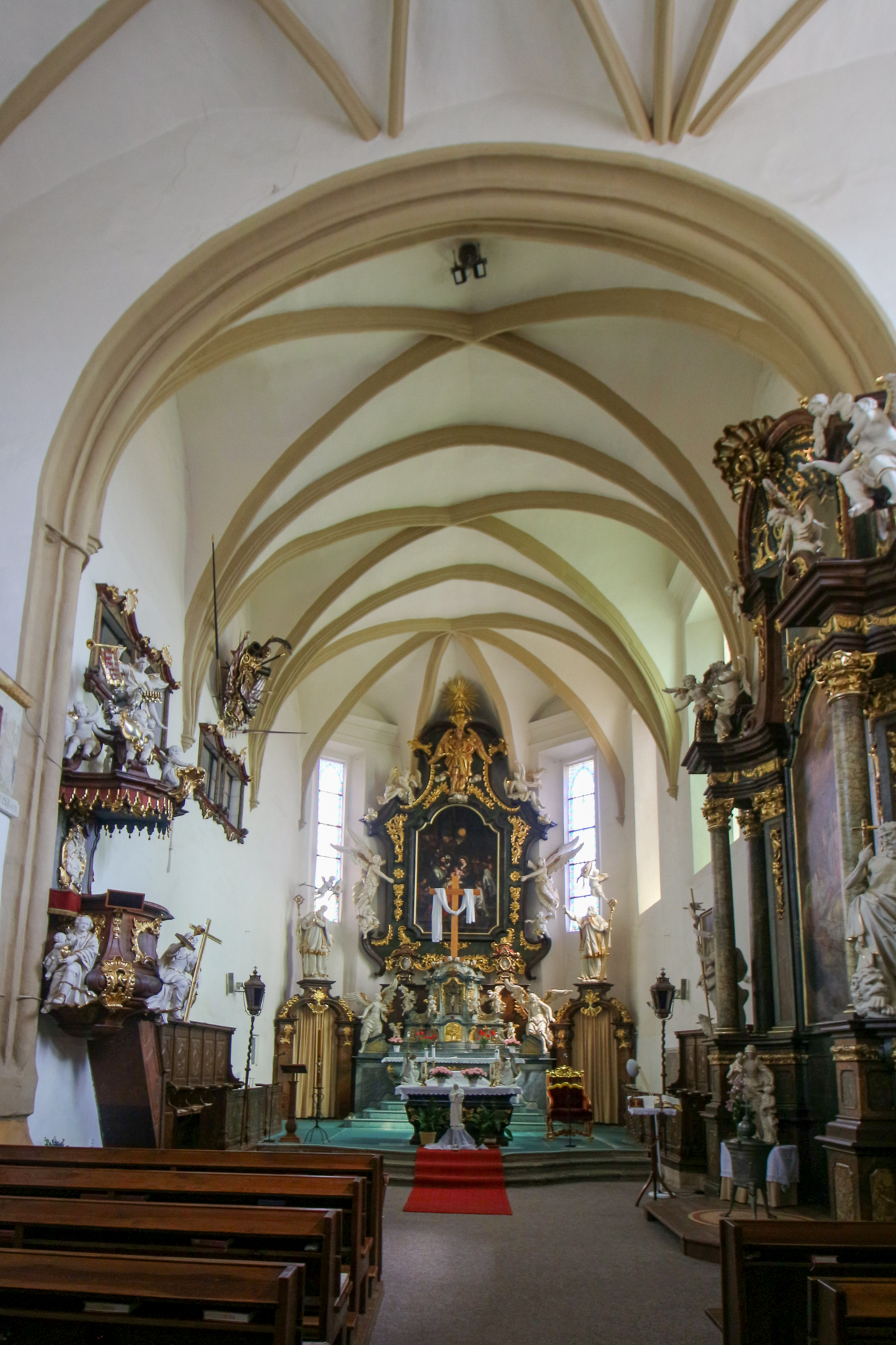
Hlavní oltář
Postranní oltář
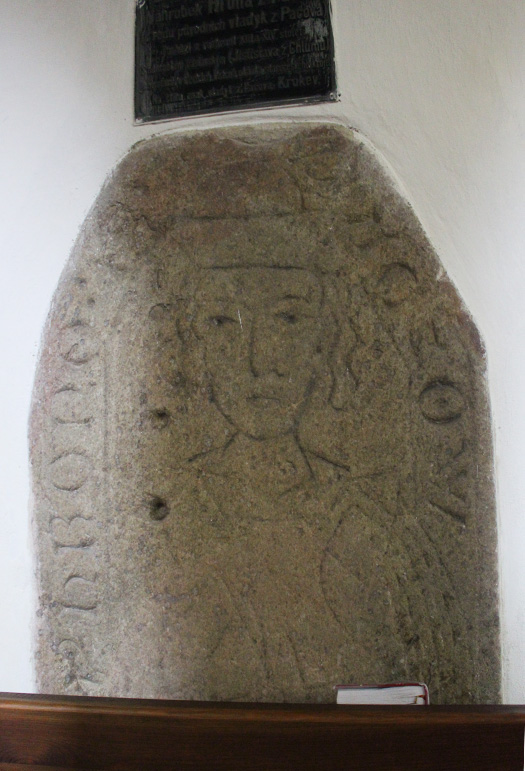
Náhrobek Hrona z Pacova

### Náhrobky
V kostele se také nachází několik náhrobků. Nejpamátnějším ze všech je náhrobek Hrona z Pacova. Pochází z počátku 13. století, přenesený z původního kostela. Byl nalezen přímo pod vchodem do kostela v roce 1877 při úpravách terénu kolem kostela. Je vytesán v žule a uprostřed je vyobrazen samotný Hron.
Dále se v kostele nachází dalších 16 náhrobků . Jsou různě vytesány v červeném nebo růžovém mramoru a v žule, psaných minuskulí a majuskulí. Patří rodům Leskovců, Talmberků, Ostrovských a dále se objevuje znak Myslíků z Hiršova nebo Černínů z Chudenic. Nicméně ne všechny náhrobky zůstaly čitelné.